# Frederik the Great
Frederik the Great est un étalon Frison qui vit à Pinnacle Friesians, une ferme dans les monts Ozarks de l'Arkansas. Il a été importé des Pays-Bas vers cette ferme à l'âge de six ans. En mai 2016, il se fait connaître pour être officieusement « le plus beau cheval du monde ». Il porte le nom du monarque prussien du XVIIIe siècle Frédéric le Grand. Depuis lors, il est apparu dans The Late Show avec Stephen Colbert, et a reçu des offres pour apparaître dans des films,. Au 31 mai 2016, sa page Facebook comptait plus de 35 000 likes. 